# Ідесвілл (Меріленд)
Ідесвілл (англ. Edesville) — переписна місцевість (CDP) в США, в окрузі Кент штату Меріленд. Населення — 169 осіб (2010).

## Географія
Ідесвілл розташований за координатами 39°9′13″ пн. ш. 76°12′51″ зх. д. / 39.15361° пн. ш. 76.21417° зх. д. (39.153649, -76.214113).  За даними Бюро перепису населення США в 2010 році переписна місцевість мала площу 1,06 км², з яких 1,03 км² — суходіл та 0,02 км² — водойми.

## Демографія
Згідно з переписом 2010 року, у переписній місцевості мешкало 169 осіб у 74 домогосподарствах у складі 48 родин. Густота населення становила 160 осіб/км².  Було 92 помешкання (87/км²).
Расовий склад населення:
| - 52,1 % — чорних або афроамериканців - 44,4 % — білих |

До двох чи більше рас належало 3,6 %. Частка іспаномовних становила 1,8 % від усіх жителів.
За віковим діапазоном населення розподілялося таким чином: 20,7 % — особи молодші 18 років, 58,6 % — особи у віці 18—64 років, 20,7 % — особи у віці 65 років та старші. Медіана віку мешканця становила 45,5 року. На 100 осіб жіночої статі у переписній місцевості припадало 79,8 чоловіків;  на 100 жінок у віці від 18 років та старших — 76,3 чоловіків також старших 18 років.
За межею бідності перебувало 34,1 % осіб, у тому числі 0,0 % дітей у віці до 18 років та 73,3 % осіб у віці 65 років та старших.
Цивільне працевлаштоване населення становило 69 осіб. Основні галузі зайнятості: освіта, охорона здоров'я та соціальна допомога — 52,2 %, транспорт — 21,7 %, мистецтво, розваги та відпочинок — 18,8 %.